# Zaoum
Le zaoum (en russe : заумь ou заумный язык) est un type de poésie des futuristes russes (notamment Velimir Khlebnikov, Alexeï Kroutchenykh et Ilia Zdanevitch) qui vise principalement l’organisation des sons pour eux-mêmes : tout le poème est tourné vers le côté phonique du discours.
Inventé par Kroutchenykh en 1913, le mot zaoum est composé du préfixe russe za- (« au-delà ») et du mot oum (« esprit ») et peut se comprendre comme « trans-mental ». Le zaoum n'a ni règles grammaticales, ni conventions sémantiques, ni normes de style. Il a été créé pour exprimer les émotions et les sensations primordiales. Son universalité est basée sur l'idée que les sons précèdent les significations et représentent un élément naturel, donc universel, de la communication humaine.
Plus récemment, le poète d'avant-garde Sergueï Birioukov a fondé une association de poètes appelée l'Académie de zaoum, à Tambov. Parmi les pratiquants de zaoum, on trouve aussi Serge Segay et Rea Nikonova.
On peut signaler également que le cinéaste soviétique, Dziga Vertov, a été influencé, notamment dans son cinéma, par ce mouvement poétique.
Le zaoum a séduit l'écrivain dadaïste Georges Ribemont-Dessaignes qui écrit à son sujet : « Dans le zaoum, chaque mot comporte, plus ou moins appuyés, plusieurs sens d'ordre et de plan différents, concrets ou abstraits, particuliers ou généraux. »